# Kurvenkomplex
In der Mathematik ist der Kurvenkomplex einer Fläche ein wesentliches Hilfsmittel zur Untersuchung der Abbildungsklassengruppe der Fläche.

## Definition
Zu einer Fläche {\displaystyle S} wird ein abstrakter Simplizialkomplex {\displaystyle {\mathcal {C}}(S)} assoziiert. Er ist durch die folgenden Daten gegeben.
0-Simplizes: Jeder Isotopieklasse wesentlicher einfacher geschlossener Kurven in {\displaystyle S} entspricht eine Ecke in {\displaystyle {\mathcal {C}}(S)}.
1-Simplizes: Zwei Ecken in {\displaystyle {\mathcal {C}}(S)} sind durch eine Kante verbunden, wenn für die Schnittzahl der entsprechenden Isotopieklassen von Kurven {\displaystyle a,b} gilt {\displaystyle i(a,b)=0}.
k-Simplizes: {\displaystyle k+1} Ecken spannen genau dann einen k-Simplex auf, wenn sie paarweise durch Kanten verbunden sind. {\displaystyle {\mathcal {C}}(S)} ist also ein Fahnenkomplex.

## Eigenschaften
- Für {\displaystyle S^{2},S_{0,1},S_{0,2},S_{0,3}} ist der Kurvenkomplex leer. Für {\displaystyle T^{2},S_{1,1},S_{0,4}} ist der Kurvenkomplex eine abzählbare Menge von 0-Simplizes.
- Für {\displaystyle 3g+n\geq 5} ist {\displaystyle {\mathcal {C}}(S_{g,n})} zusammenhängend.
- Der Kurvenkomplex ist ein Gromov-hyperbolischer Raum. Außer für {\displaystyle S^{2},S_{0,1},S_{0,2},S_{0,3}} hat er unendlichen Durchmesser.

## Anwendungen
- Aus dem Zusammenhang des Kurvenkomplexes folgt, dass die Abbildungsklassengruppe endlich erzeugt ist.
- Zwei Simplizes in {\displaystyle {\mathcal {C}}(S)} bestimmen eine Heegaard-Zerlegung einer 3-Mannigfaltigkeit. Die Zerlegung ist genau dann reduzibel, wenn die beiden Simplizes eine gemeinsame Ecke haben. Die Zerlegung ist schwach reduzibel, wenn die beiden Simplizes durch eine Kante verbunden sind.